# Pompeo Aldrovandini
Pompeo Aldrovandini (1677–1735) là một họa sĩ Ý thời Baroque. Sinh tại Bologna trong gia đình có truyền thống hội họa, ông được hướng dẫn chủ yếu bởi người anh họ Tommaso Aldrovandini và làm công việc vẽ trang trí nhà thờ, cung điện, dinh thự ở Dresden, Prague, và Vienna. Ông mất tại Roma.